# La Entrada (ciudad)
La Entrada es una ciudad, cabecera del municipio de Nueva Arcadia, en el departamento de Copán, en la república de Honduras.

## Historia
La ciudad de La Entrada encontrado en el valle La Venta, fue poblado en el siglo XVIII por trabajadores de la Hacienda Santa Efigemia situada en Nueva Arcadia, dicha comunidad aparece en un censo colonial llevado a cabo en 1731. El gobierno hondureño emitió Decreto gubernamental con fecha 3 de junio de 1835, en el cual rezaba entre otras cosas, que "... los poblados con menos de mil habitantes, que no tuvieren ejidos municipales y denunciare sus tierras baldías, se les dará gratis una legua en cuadro y los pueblos que tengan mil y quinientas arriba se les darán dos leguas…” Es así como el pueblo fue creciendo y ganando popularidad que la antañona Nueva Arcadia que aun tenía la sede municipal, que no tardo en retirársela debido a lo ordenado en la Constitución Política del Estado de Honduras de 1839, que en su artículo n.º 93 expresaba: “Habrá municipalidad en todas las cabeceras de parroquia y en todos los pueblos que tengan quinientas almas reunidas o cien casas”. El Poder Ejecutivo de Honduras emitió el 1 de julio de 1961 Decreto n.º 361 ordenando al titular de la Secretaría de Estado en los Despachos de Gobernación, Justicia y Seguridad Pública, que llevase a cabo el traslado de la cabecera municipal de Nueva Arcadia a La Entrada, mismo que se realizó el 1 de octubre de 1961 en respuesta a la solicitud de los habitantes.

Resolución No. 361 Por Tanto: El Presidente Constitucional de la República en uso de las Facultades que le Confiere la Ley, y haciendo aplicación del artículo segundo numeral 3 y 6 del decreto de Ley No. 8 del veinte y cuatro de diciembre de mil novecientos cincuenta y cuatro, y del artículo 2 de ley de Municipalidades y del régimen político Resuelve: Designar como nueva Cabecera Municipal a la Aldea de La Entrada lugar donde deberá ser trasladada la sede de las autoridades civiles a partir del 1 de julio del correspondiente año por ser el lugar del término Municipal que reúne mejores condiciones políticas como económicas y geográfica para su administración de conformidad con la solicitud elevada al supremo Poder Ejecutivo, por la mayoría de los vecinos del Municipio de Nueva Arcadia. Notifíquese. Ramón Villeda Morales, el Secretario de Estado en los despachos de Gobernación, Justicia y Seguridad Pública. Ramón Valladares H.

La Entrada recibió el Título de ciudad mediante Decreto legislativo n.º 213-93 con fecha 1 de octubre de 1993. La solicitud fue realizada por el alcalde municipal en funciones Eduardo Flores Calderón y presentado la exposición de motivos ante el Congreso Nacional de Honduras por el diputado por Copán, Licenciado Octavio Bueso Pineda.

## Localización geográfica
La Entrada se encuentra en un perímetro urbano es de 52.09 kilómetros cuadrados, situada en la cabecera sur del "Valle La Venta", al pie de los cerros Anillal y San Diego; la ciudad es cruzada por la carretera internacional, que de Santa Rosa de Copán, conduce a la ciudad de San Pedro Sula, está carretera se inició en 1948 siendo el presidente el doctor Juan Manuel Gálvez, para ese entonces el Ingeniero de obras Gonzalo "Chalo" Luque, decidió llevarla hasta el lugar denominado "El Triángulo" y continuar de allí hasta el sur.

### Distancias
- La Entrada - Santa Rosa de Copán: 42 km.
- La Entrada - San Pedro Sula: 100 km.
- La Entrada - El Florido: 45 km.

### Coordenadas y límites
Las coordenadas geográficas son: entre los 15° 11`latitud Norte y los 89° 38` y 89° 47`longitud Oeste.
La jurisdicción municipal tiene los límites siguientes: Al Norte: Limita con el Municipio de Macuelizo, Santa Bárbara y; el Municipio de Florida, Copán. Al Sur. Limita al sur con el Municipio de San Nicolás, Copán. El Este: Limita al este con el Municipio de Protección, Santa Bárbara; y Al Oeste: Limita al oeste con el Municipio de La Jigua, Copán y el Municipio de Florida, Copán.

## Infraestructuras
La ciudad cuenta con infraestructuras propias de una ciudad organizada, aguas residuales, alcantarillado, agua potable, servicio de limpieza de calles. Oficinas de la Alcaldía municipal, Terminal de autobuses, Centro de Salud, Juzgado de Letras Seccional, Juzgado de Paz, oficinas de servicios públicos estatales como Hondutel, Empresa Nacional de Energía Eléctrica, Honducor

## Comercio
Durante los siglos XIX y XX el poblado fue creciendo debido a la afluencia de trabajadores que emigraban a trabajar en los cultivos de tabaco de empresas cubanas estacionadas aquí, como la "EXTAHO, S.A." y otras más, seguidamente fueron construyéndose mercados, centros comerciales y otras tiendas de venta de productos. 

## Cultura y deportes
- La ciudad cuenta con centros de educación en todos los niveles, varias escuelas y centros básicos, instituciones del nivel medio (IBGG, IBCC, INSTEC, La Sierra Bilingüe, The Good Future, Nova School, así también una sede del IHER); Centro Universitario Regional de la UNAH, una sede la Universidad Pedagógica Nacional entre otras.
- Campos de fútbol y parques de recreo e infantiles.
- Su representante en la Liga De Ascenso del Fútbol Hondureño es el Club Olimpia Occidental.
- Televisión local: Canal 23 Católico, Canal 12 Telemaya, Canal 9 T.V. Copán, Telemas canal 13, Canal 21 evangélico y Canal 25 TV Estrella.
- Radio emisoras locales: Radio La Nueva,Radio Stereo Roca, Radio Inspiración, Stereo Zol, Radio Cultural, Stereo Felicidad y Radio Sideral Stereo.

## Alcaldes
- Juan Ángel Molina Peña, (1961 - 1962)
- Tolentino Solorzano, (1963 - 1964)
- Pompilio Chávez, (1965 a 1967)
- Anselmo Membreño, (1968 a 1970)
- Pedro Ramos Welchez, (1971 a 1973)
- José Tito Valle, (1974 a 1980)
- José Leandro Espinoza, (1980 a 1981)
- Rubén Valle Portilo, (1981 a 1982)
- Pedro Salazar, (1982 a 1984)
- Rigoberto Carballo, (1984 a 1985)
- José Isauro Reyes, (1986 a 1990)
- Salvador Regalado, (1990 a 1994)
- Eduardo Flores Calderón, (1994 a 1998)
- Manuel de Jesús Pinto, (1998 a 2002)
- Marcio Júnior Vega Pinto, (2002 - 2006).
- Marcio Júnior Vega Pinto, (2006 - 2010).
- Roberto Armando Hernández Martínez, (2010 - 2014).
- Marcio Júnior Vega Pinto, (2014 - 2018).
- Vicente León, (2018 - 2022)